# 北沃爾舍姆
北沃爾舍姆（North Walsham）是英國英格蘭諾福克郡的一個集鎮和民政教區，位於北諾福克區。據2011年英國人口普查，北沃爾舍姆有人口12,634人。

## 外部連結
- North Walsham Town Council（页面存档备份，存于）
- North Walsham Town History
- North Walsham Archive（页面存档备份，存于）